# Kilolo
Kilolo es un valiato de Tanzania perteneciente a la región de Iringa.
En 2012, el valiato tenía una población de 218 130 habitantes.
El valiato comprende las áreas rurales de la periferia oriental de la capital regional Iringa.

## Subdivisiones
Comprende las siguientes katas:
- Boma la Ng'ombe
- Dabaga
- Ibumu
- Idete
- Ihimbo
- Ilula
- Image
- Irole
- Kimala
- Lugalo
- Mahenge
- Masisiwe
- Mlafu
- Mtitu
- Ng'ang'ange
- Ng'uruhe
- Nyalumbu
- Ruaha Mbuyuni
- Udekwa
- Uhambingeto
- Ukumbi
- Ukwega